# Una magica estate
Una magica estate (A Plumm Summer) è un film d'avventura del 2007 diretto da Caroline Zelder.
Il film è basato su un evento reale accaduto nel 1968 a Billings in Montana, città natale dello sceneggiatore T. J. Lynch.

## Trama
Un popolare programma televisivo per bambini prodotto localmente: Happy Herb & Froggy Doo, presenta il mago Happy Herb e la sua spiritosa marionetta Froggy Doo. Froggy Doo viene rubato proprio durante uno spettacolo nella piccola città di due fratelli: Elliott e Rocky Plumm, e trattenuto per il riscatto e l'FBI viene chiamata per indagare. Elliott era solito guardare lo spettacolo, ma ora sente di essere troppo grande per farlo ancora nonostante suo fratello di cinque anni, Rocky, sia un fan di Froggy Doo. Il loro padre, Mick Plumm, è un ex pugile alcolizzato e disoccupato in recupero che crede che la nascita di Elliott gli abbia impedito di andare ai Giochi Olimpici 12 anni prima. La relazione emotivamente distante di Mick con il figlio Elliott sta causando al ragazzo un disturbo emotivo. La loro madre, Roxie Plumm, è l'unica fonte di sostentamento della famiglia e per mantenere il marito sobrio e occuparsi del suo lavoro le resta poco tempo per i suoi figli.
Elliott mostra poco interesse per il rapimento del pupazzo, ma poco dopo Haley Dubois e suo padre arrivano nel loro caravan e si trasferiscono accanto alla loro casa. Il padre di Haley è il nuovo vice sceriffo della città e Haley è estasiata dal mistero che circonda il rapimento di Froggy Doo. Elliott inizia rapidamente ad innamorarsi di Haley, e presto accetta di aiutare Haley e Rocky a trovare Froggy Doo per conquistare il cuore della ragazzina. I tre ragazzi devono trovare la marionetta prima che i due maldestri agenti dell'FBI, Hardigan e Brinkman possano farlo. La lista dei sospettati include il bullo locale, una commessa e la moglie di Happy Herb Viv. Mentre i bambini indagano sul caso, il legame fraterno di Elliott e Rocky si rafforza, ed Elliott si rende conto che potrebbe non solo riconquistare l'amore di suo padre, ma fornire alla sua famiglia la sostanziosa ricompensa in denaro e aiutare anche il matrimonio dei suoi genitori.